# Erika-Kammratte
Die Erika-Kammratte (Ctenomys erikacuellarae) ist eine Art der Kammratten. Die 2014 wissenschaftlich erstbeschriebene Art lebt an den Andenhängen der bolivianischen Departments Santa Cruz und Chuquisaca.

## Merkmale
Die Erika-Kammratte erreicht eine Gesamtlänge von 18,4 bis 33,1 Zentimetern und eine Schwanzlänge von durchschnittlich 2,5 bis 9,6 Zentimetern. Die durchschnittliche Ohrlänge beträgt 5 bis 10 Millimeter und die durchschnittliche Hinterfußlänge 28 bis 44 Millimeter. Es handelt sich damit um eine mittelgroße bis große Art der Gattung. Das Rückenfell ist dicht, dünnhaarig und weich. Es ist ockerfarben-orange bis sanddorn- oder mittelbraun gefärbt. Die Oberseite des Kopfes und der Schnauze sind schwarzbraun und vom Kopf bis auf den Rumpf zieht sich ein rotbrauner Streifen. Die Bauchseite ist graubraun bis sandfarben mit weißen oder hellbraunen Flecken im Bereich der Achseln und Lendengegend. Im vorderen Bereich zieht ein Kragen aus helleren Haaren von den Ohren zur Kehle.
Der Schädel hat eine Länge von 32,9 bis 53,5 Millimetern und eine Breite im Bereich der Jochbögen von 21,7 bis 35,2 Millimetern. Er ist kräftig ausgebildet, die Jochbögen sind breit angelegt und die Paukenblasen sind abgeflacht. Die Nasenbeine sind kurz und im vorderen Bereich am breitesten. Der Unterkiefer ist kräftig mit einem sichelförmigen Processus coronoideus mandibulae. Die oberen Schneidezähne sind groß, opisthodont und mit einem orangefarbenen Zahnschmelz überzogen.
Der Karyotyp besteht aus einem Chromosomensatz von 2n=24 Chromosomen (FN=40).

## Verbreitung
Die Erika-Kammratte lebt im südlich-zentralen Bolivien an den Andenhängen der bolivianischen Departments Santa Cruz und Chuquisaca in Höhen von 800 bis 1800 Metern.

## Lebensweise
Die Lebensräume der Erika-Kammratte sind geprägt von der Vegetation und dem Kalkstein an den Berghängen der Trockentäler der Anden. Wie alle anderen Kammratten lebt sie am Boden und im Boden grabend. Über ihre Lebensweise liegen darüber hinaus keine Informationen vor.

## Systematik
Die Erika-Kammratte wird als eigenständige Art innerhalb der Gattung der Kammratten (Ctenomys) eingeordnet, die aus etwa 70 Arten besteht. Die wissenschaftliche Erstbeschreibung der Art stammt von Scott Lyell Gardner, Jorge Salazar-Bravo und Joseph A. Cook aus dem Jahr 2014, die sie anhand von Individuen vom Cerro Itahuaticua beschrieben. Sie beschrieben die Art auf der Basis von molekularbiologischen und anatomischen Merkmalen und grenzten sie von den ebenfalls in der gleichen Publikation beschriebenen und ebenfalls in Bolivien vorkommenden Anderson-Kammratte (Ctenomys andersoni) und Yates-Kammratte (Ctenomys yatesi) ab, die gemeinsam ein Taxon innerhalb der Kammratten bilden. Benannt wurde die Art nach der Biologin und Naturschützerin Erika Cuéllar, die sich für den Schutz der Flora und Fauna des Gran Chaco einsetzt und die auch Teil der Expeditionen war, in denen die ersten Exemplare dieser Art gesammelt wurden. Ursprünglich wurde sie von Cook und Enrique P. Lessa als Ctenomys "monte" bezeichnet.
Innerhalb der Art werden neben der Nominatform keine weiteren Unterarten unterschieden.

## Status, Bedrohung und Schutz
Die Erika-Kammratte wird von der  International Union for Conservation of Nature and Natural Resources (IUCN) bislang (Stand Januar 2019) nicht gelistet.

## Belege
1. 1 2 3 4 5 6 7  Scott Lyell Gardner, Jorge Salazar-Bravo, Joseph A. Cook: New Species of Ctenomys Blainville 1826 (Rodentia: Ctenomyidae) from the Lowlands and Central Valleys of Bolivia. Faculty Publications on the Harold W. Manter Laboratory of Parasitology, Special Publications, Museum of Texas Tech University 62, 2014; S. 1–34; Volltext.
2. 1 2 3 4 5 6 7 8 9 10  Erika's Tuco-tuco. In: T.R.O. Freitas: Family Ctenomyidae In: Don E. Wilson, T.E. Lacher, Jr., Russell A. Mittermeier (Herausgeber): Handbook of the Mammals of the World: Lagomorphs and Rodents 1. (HMW, Band 6) Lynx Edicions, Barcelona 2016, S. 513. ISBN 978-84-941892-3-4.